# Alexander von Salzmann
Alexander Gustav von Salzmann (Tbilisi, 25 gennaio 1874 – Leysin, 3 marzo 1934) è stato un pittore, scenografo e caricaturista russo.

## Biografia

### Formazione

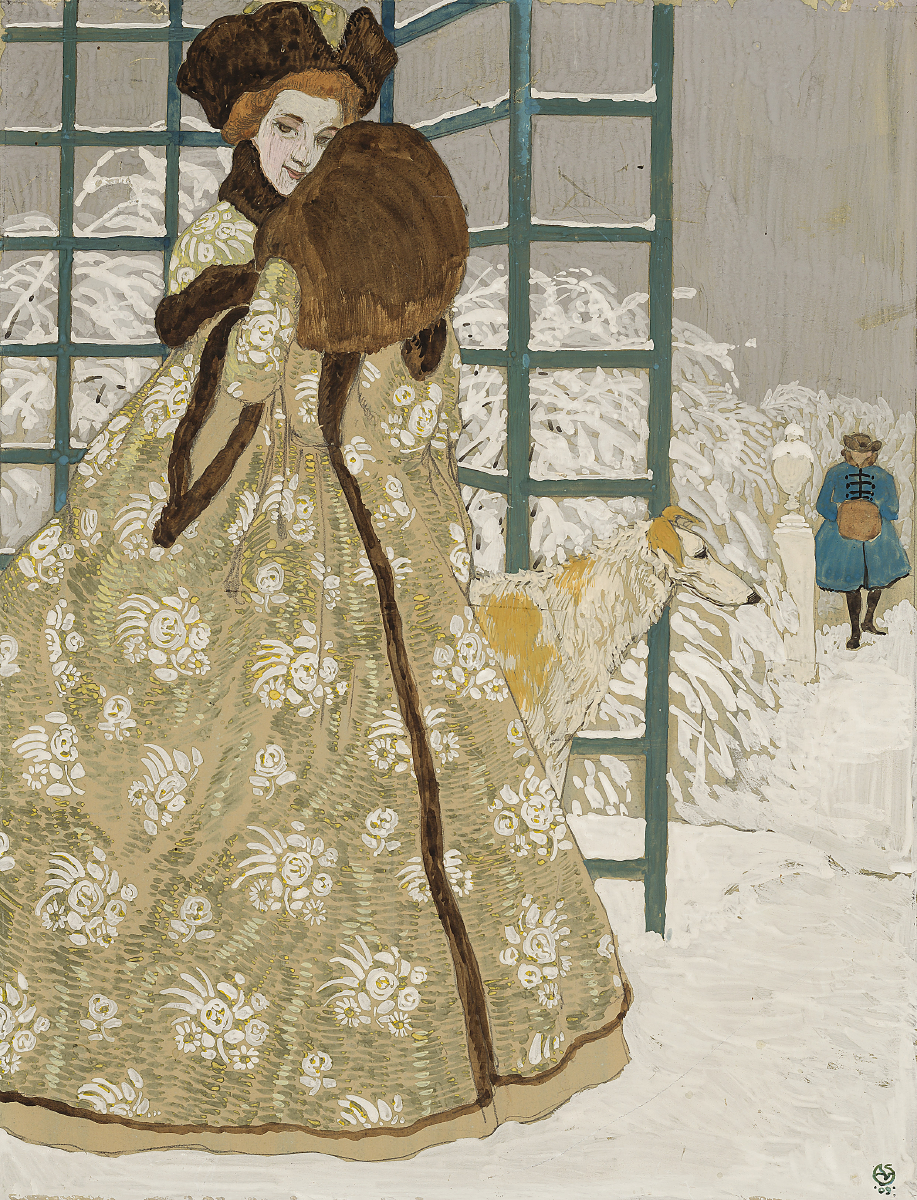
In Erwartung (1909)

Sin dalla tenera età, la famiglia di Salzmann si impegnò affinché lui ricevesse una buona educazione, e lo incoraggiò a dedicarsi alla pittura e alla recitazione.
Nel 1892, all'età di ventidue anni, Salzmann iniziò a studiare pittura a Mosca. Sei anni dopo era a Monaco di Baviera, e si iscrisse all'Accademia delle belle arti, ove studiò con Franz von Stuck. Nello stesso periodo, Salzmann lavorava per la rivista Jugend.

### Anni 1900

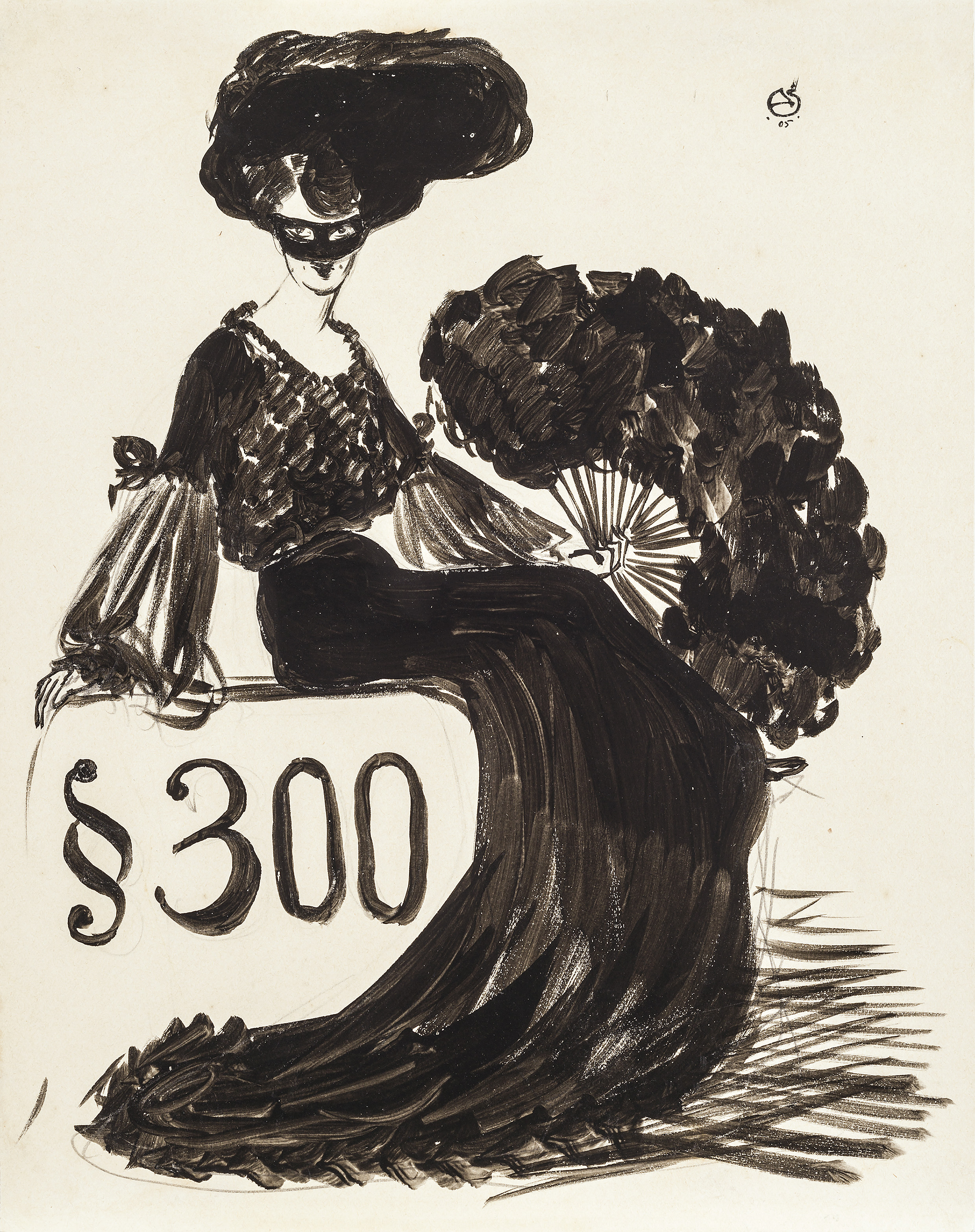
§300 (1905)

Intorno al 1900, Salzmann era proprietario di un atelier al numero 28 di Findlingstrasse assieme ad Adelbert Niemeyer e Carl Strathmann. Nel 1901, Salzmann partecipò alla prima mostra dei Phalanx di Kandinskij. Grazie a quest'ultimo, Salzmann fece la conoscenza di Marianne von Werefkin e Alexej von Jawlensky.
Alla fine del mese di agosto del 1903, Salzmann si recò assieme a Werefkin a Carteret, in Normandia, mentre Jawlensky rimase a Monaco di Baviera, ove viveva in un appartamento a Giselastrasse. Durante il viaggio di ritorno, Salzmann e Werefkin visitarono Parigi, e studiarono le opere di Whistler, Zuloaga, Manet, Monet, Renoir e Cézanne esposte nel Louvre e negli altri musei della città.
Fra il 1906 e il 1907, Salzmann e Fritz Erler dipinsero il ciclo delle quattro stagioni che decora l'ala sud delle terme di Wiesbaden.
Intorno al 1906, Salzmann iniziò a lavorare per la Deutsche Werkstätten Hellerau.
Nello stesso periodo, il direttore della Kunsthalle Bremen, Gustav Pauli, organizzò una mostra dedicata a Salzmann.

### Anni 1910

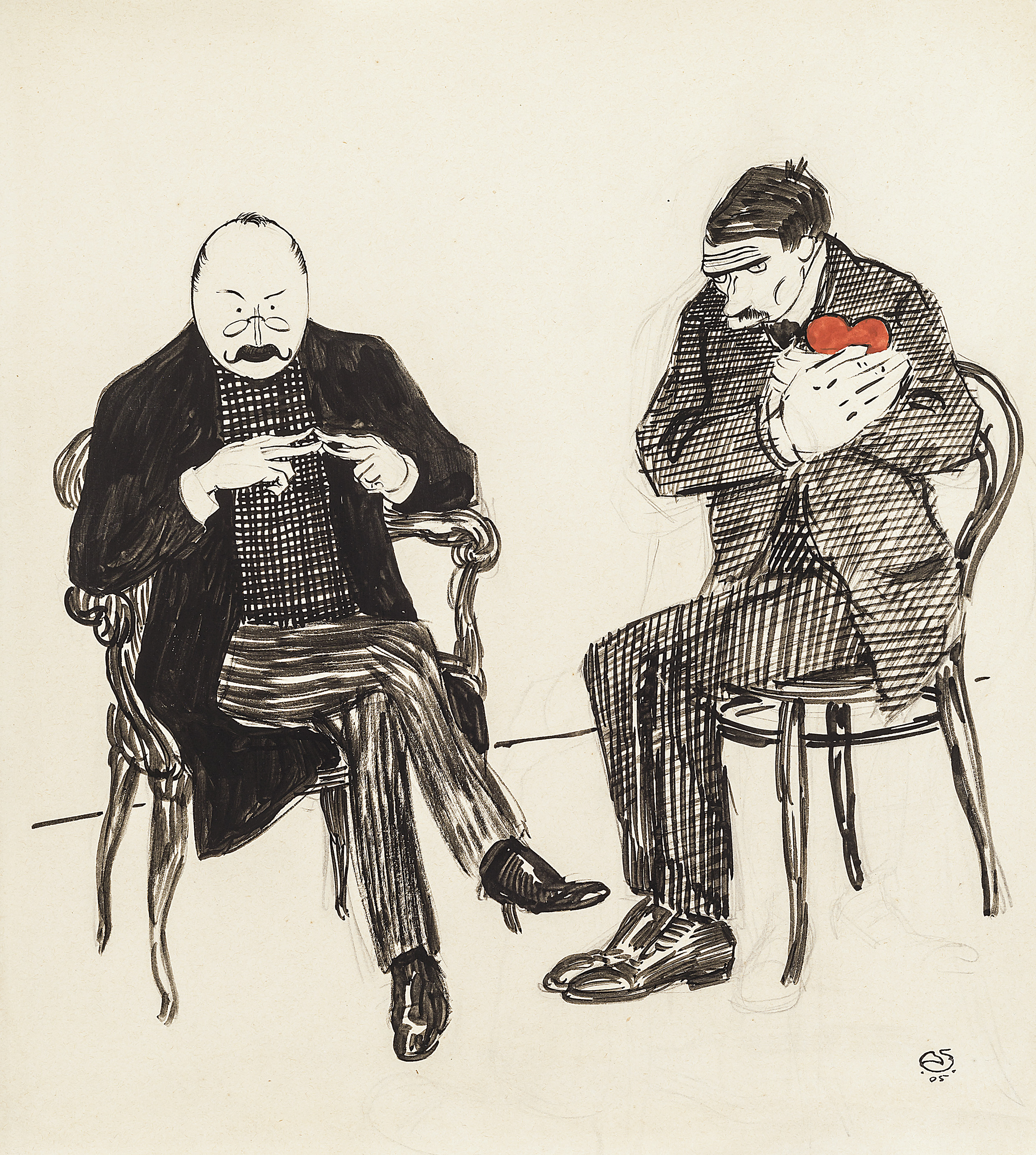
Ratlos (1905)

Durante i primi anni 1910, von Saltzmann faceva parte dell'entourage della Festspielhaus del quartiere di Hellerau, a Dresda, e divenne uno dei più importanti collaboratori di Émile Jaques-Dalcroze, noto per le sue teorie sull'euritmia, e di Adolphe Appia.
Nel 1912, mentre si trovava a Hellerau, Salzmann incontrò la compositrice, pianista e ballerina Jeanne Allemand, che si era formata al Conservatorio di Ginevra. La coppia si sposò a Ginevra quello stesso anno. Nel 1917, Salzmann e la moglie si trasferirono a Tbilisi, dove aprirono una scuola di danza e musica. Lì disegnò costumi e scenografie per diversi spettacoli teatrali. Nel 1919 la coppia incontrò il compositore russo Thomas de Hartmann, che a sua volta li presentò all'esoterista Georges Gurdjieff i cui insegnamenti Alexander seguì e diffuse..

### Morte
Nel 1934 Alexander von Salzmann morì di tubercolosi nel sanatorio Le Belvédère a Leysin, in Svizzera.

## Vita privata
Gli antenati di von Salzmann erano tedeschi del Caucaso: erano contadini protestanti che erano emigrati dalla Svevia nel XIX secolo per vivere nella città di Assureti (Georgia), città che un tempo faceva parte dell'impero russo. Suo nonno si era già trasferito nella città di Tbilisi con la sua famiglia. 
Il padre di Alexander von Salzmann, Albert Salzmann (1833–1897), divenne architetto e sposò la figlia di un capomastro di San Pietroburgo.